# Ареа Индуст. Артиђ. е Комерч. II (Л'Аквила)
Ареа Индуст. Артиђ. е Комерч. II (итал. Area Indust. Artig. e Commerc. II) је насеље у Италији у округу Л'Аквила, региону Абруцо.
Према процени из 2011. у насељу је живело 59 становника. Насеље се налази на надморској висини од 716 м.